# Víctor L. Colina Chávarry
Víctor L. Colina Chávarry fue un político peruano.
Participó en las elecciones generales de 1931 como candidato del Partido Descentralista opositor al presidente  Luis Miguel Sánchez Cerro quien había derrocado al presidente Augusto B. Leguía y fue elegido como diputado constituyente por el departamento de Junín. Durante su gestión, y siendo diputado constituyente en funciones, el 1 de febrero de 1932 fue detenido junto a 22 militantes apristas parte del gobierno del presidente Luis Miguel Sánchez Cerro en ejercicio de la Ley de Emergencia . Fue deportado junto con los apristas a Panamá
Fue elegido senador por el departamento de Pasco en 1945 por el Frente Democrático Nacional que postuló a José Luis Bustamante y Rivero a la presidencia de la república. Su elección fue la primera que se realizó luego de la creación del departamento de Pasco por lo que es el primer senador elegido por ese departamento en la historia republicana del Perú